# شکنجه دولتی در ایران معاصر
در دورهٔ پهلوی، ساواک با پشتیبانی دولت آمریکا تأسیس گشت. این سازمان به ویژه در سال‌های دهه ۱۳۵۰ و قبل از انقلاب ۵۷ نفرت‌انگیزترین و مخوف‌ترین نهاد حکومتی در بین مردم به‌شمار می‌آمد. ساواک نخست به منظور شناسایی و بازداشت اعضای حزب توده تأسیس شد، اما فعالیت‌های خود را بسط داد و به جمع‌آوری اطلاعات و زیر نظر گرفتن هرگونه مخالفان رژیم حاکم و فعالان سیاسی و مذهبی مخالف رژیم، دانشجویان دانشگاه‌ها، اتحادیه‌های کارگری و همین‌طور روحانیون شیعه و نویسندگان، ژورنالیست‌ها و شخصیت‌های ادبی پرداخت. این سازمان همچنین عملکردهای برون مرزی خصوصاً در خبرچینی و تحت نظر قراردادن دانشجویان ایرانی مخالف حکومت در خارج از کشور هم داشت.
ساواک در سرکوبی عناصر ضد نظام سلطنتی فعالیت گسترده‌ای داشته‌است. این سازمان به عنوان عامل شکنجه و اعدام مخالفان به‌ویژه انقلابیون ایران شناخته می‌شد چنان‌که بین سال‌های ۱۳۵۰ تا ۱۳۵۵، ۳۶۸ تن از چریک‌های مخالف رژیم را به قتل رسانده و در بین سال‌های ۱۳۵۰ تا ۱۳۵۷ (قبل از سرنگونی حکومت شاهنشاهی) حدود ۱۰۰ زندانی سیاسی را اعدام نموده‌است.
به نقل از بهمن نادری‌پور یکی از شکنجه‌گران، دربار و شخص محمدرضا پهلوی از تمام اقدامات ساواک اطلاع داشته‌اند. از شکنجه‌های ساواک می‌توان به سوزاندن نقاط مختلف بدن با میله آهنی چون دست، سینه، پا و لب متهم، انواع شلاق و آویختن اشاره کرد. مأموران ساواک روش‌های مراقبت و بازجویی از متهمان را از گروه پنج نفری اعزام شده توسط آمریکا به ایران آموخته بودند.
شکنجه دولتی در ایران در سال‌های قبل و بعد از انقلاب ۱۳۵۷ برای برخورد با مخالفان سیاسی صورت می‌گرفت. پس از انقلاب بسیاری از شکنجه گران ساواک دستگیر و محاکمه شدند و قانون اساسی جمهوری اسلامی شکنجه را برای کسب اقرار و شهادت صراحتاً ممنوع کرده‌است ولی شورای نگهبان قانون اساسی در تفسیر خود این موضوع را به صورت تام قبول نکرده و در اختیار قاضی می‌داند.
در دوران حاکمیت اصلاح طلبان در مجلس و دولت تلاش‌هایی از جمله بهبود وضعیت وزارت اطلاعات و برخی قوانین ایران و تعطیلی زندان کمیته مشترک ضدخرابکاری و بازداشتگاه ۵۹ سپاه پاسداران و تصویب قانون منع شکنجه صورت گرفت. اما رد شدن تصویب قانون منع شکنجه توسط شورای نگهبان باعث اخلال در این روند شد.
پس از انقلاب ۵۷ نیز شکنجه در زمان دولتهای حاکم با انگیزه‌ها و به انحاء مختلف ادامه یافت.
در نظام جمهوری اسلامی ایران زندانیان عقیدتی و سیاسی به‌گونه سیستماتیک، شکنجه شده و حقوق انسانی‌شان نقض می‌شود.

## دیدگاه حقوقی
تا پیش از تصویب «قانون مجازات عمومی ایران» در سال ۱۳۰۴ مصونیت قانونی در برابر شکنجه در ایران وجود نداشت. در قانون اساسی مشروطه یا متمم آن، هیچ صحبتی از شکنجه یا مجازات عاملان آن نشده‌است. در چهارچوب موازین فقهی نیز آنچه بیش‌تر به «اکراه» یا «اجبار» شناخته می‌شود ناظر بر روابط مدنی افراد است. به این معنا که فرضاً معامله فرد مُکره نافذ نیست و به لحاظ حقوقی اعتباری ندارد.
با تصویب قانون مجازات عمومی در سال ۱۳۰۴، برای نخستین بار شکنجه در معنای تقریباً امروزی آن وارد بحث‌های حقوقی ایران شد. بر پایه ماده ۱۰۳ این قانون: «هرگاه یکی از مستخدمین قضایی یا غیرقضایی دولت، برای این که متهمی را مجبور به اقرار کند او را اذیت و آزار بدنی کرده یا در این باب امری دهد؛ به حبس با اعمال شاقه از سه الی شش سال محکوم خواهد شد.» بر همین اساس، تمامی مأموران یا رهبران «سازمان اطلاعات و امنیت کشور» (ساواک) بر پایه خود قوانین دودمان پهلوی ملزم بوده‌اند که از آزار و اذیت یا شکنجه متهمان سیاسی خودداری کنند. مضاف بر این که این عمل به موجب همان قوانین «جرم» محسوب می‌شده و مجرم (عامل یا آمر آن) می‌توانسته تا شش سال زندان با اعمال شاقه محکوم شود. مسئولیت‌های حقوقی مأموران ساواک در این رابطه کاملاً روشن است و هنوز هم امکان پیگیری‌های حقوقی در این زمینه وجود دارد. نکته مهم دیگر اینکه، مانند امضای میثاق بین‌المللی حقوق مدنی و سیاسی در اردیبهشت ۱۳۵۴ توسط دولت ایران، تعهدات بین‌المللی رژیم پهلوی هم در این باره صراحت دارند.
اگرچه قانون اساسی جمهوری اسلامی به این موضوع پرداخته و در اصل ۳۸ خود «هرگونه شکنجه، برای گرفتن اقرار یا کسب اطلاع» را ممنوع کرده اما شورای نگهبان در رد لایحه ممنوعیت شکنجه این موضوع را رد کرده و با توجه به قاعده دفع افسد به فاسد در این مورد موضوع را به اختیار قاضی گذاشته‌است:
نقل قول:
«در تزاحم اهمّ و مهم و دوران امر بین افسد و فاسد، ترجیح اهم و دفع افسد به فاسد، حکم عقلی و شرعی است و لذا در مواردی مثل آدم‌ربایی یا بمب‌گذاری یا مواردی از بندهای ذیل تبصره ماده (۱)، قاضی ممکن است با توجه به ادله و اسناد و مدارک و قرائن لازم بداند در خصوص اخذ اطلاعات برای حفظ جان جمع کثیری از مردم، بدون رعایت برخی از بندهای مذکور در ماده (۱)، اقدام به صدور حکم نماید.»

## روش‌های شکنجه
در دوره‌های مختلف با توجه به نوع اتهامات رفتار بازجویان با متهمان متفاوت بود. در دوره پهلوی استفاده از شکنجه‌هایی مانند آپولو، کشیدن ناخن، سوزاندن توسط سیگار و … به کرات استفاده می‌شد برخی از این روش‌ها عبارت بودند از:

### سوزاندن با سیگار
این روش معمول‌ترین وساده‌ترین روش شکنجه‌است که بارها از جمله برای شکنجه دانشجویان چپ‌گرای بازداشت شده در سال ۱۳۸۶ به‌کار رفته‌است: «دستهای بهروز کریمی زاده تا آنجا که از آستین بیرون بوده مملو از اثر خاموش کردن سیگار بر بدن بوده‌است…»

### سلول انفرادی
این روش به دلیل جلوگیری از ارتباط زندانی با دنیای بیرون و ایزوله کردن کامل او و همچنین مانع از دستیابی به امکان تحرک بدنی، نور و… توامان شکنجه‌ای جسمی و روحی بر زندانی وارد می‌کند بی‌آنکه اثر خاصی بر بدن وی برجا گذارد. استفاده از لامپ مهتابی که در تمام ۲۴ ساعت روشن است و برقراری سکوت مطلق در محل بازداشتگاه، ساعت بیولوژیک بدن و امکان تشخیص زمان (ساعت، روز، هفته و…) را از زندانی می‌گیرد. استفاده از رنگ سفید برای دیوار و تمام قسمت‌های سلول و حتی بشقاب سفید برای غذا بیش از پیش بر مغز زندانی فشار وارد می‌کند. تحمل این شکنجه برای زندانیان جوان که محفوظات ذهنی کمتری نسبت به کهنسالان (برای مشغول کردن خود در سلول) دارند بسیار مشکل می‌شود. در برخی موارد زندانی با آسیب رساندن به خود یا کوبیدن خود به در و دیوار و مجروح کردن خویش، تلاش می‌کند بهانه‌ای برای خروج از سلول ایجاد کند. استفاده از سلول‌های انفرادی بسیار کوچک (۵۰×۵۰ سانتیمتر) که زندانی حتی امکان دراز کردن پایش را هم ندارد، برای فشار مضاعف استفاده می‌شود. (ر.ک. پرونده نشریات جعلی امیرکبیر)
عمادالدین باقی در این باره می‌گوید:
استفاده از سلول انفرادی دقیقاً یک روش آگاهانه و هدفدار برای به زانو درآوردن افراد است؛ یعنی (با این روش) افراد را در این شرایط دچار فلج ذهنی و روانی می‌کنند… این مثال به یک زندانی مربوط می‌شود که در سلول انفرادی بوده و تنها برای بازجویی ظاهراً توأم با شکنجه از سلول بیرون آورده می‌شده‌است. این زندانی پس از خروج از انفرادی به آقای باقی گفته‌است بهترین زمان برای وی زمانی بود که او را برای کتک زدن از سلول خارج می‌کردند!

### تجاوز و آزار جنسی
«آیا می‌دانید که جنایاتی در زندان‌های جمهوری اسلامی به نام اسلام در حال وقوعند که شبیه آن در رژیم منحوس شاه، هرگز دیده نشد؟! آیا می‌دانید که تعداد زیادی از زندانی‌ها تحت شکنجه توسط بازجویانشان کشته شده‌اند؟! آیا می‌دانید که در زندان [شهر] مشهد، حدود ۲۵ دختر به خاطر آنچه بر آن‌ها رفته بود، مجبور به درآوردن تخمدان یا رحم شدند؟! آیا می‌دانید که در برخی زندان‌های جمهوری اسلامی، دختران جوان به زور، مورد تجاوز قرار می‌گیرند!»

نامه منتظری به خمینی پس از اطلاع از اعدام دسته‌جمعی زندانیان عقیدتی-سیاسی ایران در تابستان ۱۳۶۷.
در دهه ۵۰ و به دنبال ایجاد گروه‌های چریکی -عمدتاً چپ- در ایران، زنان فعال سیاسی فراوانی زندانی شدند. در خاطراتی که توسط برخی از این زنان زندانی سیاسی ثبت شده مواردی از تجاوز توسط بطری و باتوم برقی -به قصد شکنجه زندانی- ذکر شده‌است.
تجاوز جنسی به زندانیان سیاسی، فعالین حقوق بشر و… یکی از روش‌های مرسوم در نظام جمهوری اسلامی ایران بوده‌است که جهت تحقیر زندانی و تخریب روحیه وی استفاده شده‌است.
بسیاری نیز تهدید می‌شوند به اقوامشان تجاوز خواهند کرد و گاهی هم به عنوان تاکتیک اسنادش به دست خودشان منتشر می‌شود، تا بفهمانند که اگر منافع ما به خطر بیفتد افراد نزدیک به نظام را هم این‌جوری قربانی می‌کنیم تا بقیه حساب دستشان باشد. در دهه ۶۰ در شب اعدام به زندانیان تجاوز می‌شد.

### فشار به بیضه‌ها
محمد علی عمویی عضو سازمان نظامی حزب توده ایران که مدت ۲۴ سال را در زندان رژیم پهلوی دوم گذراند می‌گوید یکی از راه‌های شکنجه زندانیان که در مورد خود او نیز اجرا شد این بود که بیضه‌های زندانی را در یک سفره چرمی قرار می‌دادند و بعد شروع به ماساژ دادن می‌کردند. در اثر این شکنجه زندانی بعد از مدتی به دلیل درد زیاد از حال می‌رفت.

## ازدواج با همسر زندانیان
برخی از بازجوها و شکنجه‌گران حکومت جمهوری اسلامی، با تهدید و در همان زندان، همسر زندانیان سیاسی را از آنان جدا می‌کردند و بعدها به عقد خود درمی‌آوردند.

## شلاق و تحقیر
برخی از حوزویان بازجو مانند هادی غفاری، روی پشت دختران ۱۵–۱۴ ساله می‌نشست و آن‌ها را مجبور می‌کرد که راهش ببرند و صدای حیوان درآوردند. در زندان اوین، لباده‌اش را در شلوارش می‌کرد و زندانیان را شلاق می‌زد.

## عوامل شکنجه دولتی در ایران
در دوره‌های مختلف افراد متفاوتی که در سیستم‌های دولتی دارای مقام بودند به این موضوع متهم شدند:

### دوره پهلوی
مقامات اداره هشتم ساواک که مسوولیت اداره امنیت داخلی را بر عهده داشتند و بازجویانش از جمله افرادی هستند که در دوراه پیش از انقلاب ۱۳۵۷ و به این موضوع متهم بودندو در زمان انقلاب در دادگاه این شکنجه سیستماتیک زندانیان اعتراف کردند:
- فریدون توانگری
- بهمن نادری‌پور
- منوچهر وظیفه‌خواه
- رضا عطارپور مجرد
- محمدحسن ناصری
- همایون کاویانی ده‌کردی
- هوشنگ ازغندی

### دوره جمهوری اسلامی ایران
«به این نتیجه رسیدیم که بالآخره بعد [از] سه روز مقاومت، ما را می‌کشند؛ پس، بهتر است [که] صبح، بگوییم ما مسلمان نیستیم تا هر چه زودتر خلاص شویم. صبح که ناصریان (محمد مقیسه) آمد، گفتیم ما مسلمان نیستیم. گفت غلط کردید که نیستید؛ اول [به دلیل نماز نخواندن] حسابی [شلاق] بخورید، بعد بمیرید». (خاطرهٔ یکی از بازماندگان قتل‌عام ۶۷ دربارهٔ شکنجه به دست یکی از حوزویان بازجو)

«شلاق می‌زدند که نماز بخوانیم».
عفت ماهباز، زندانی سیاسی در دهه ۱۳۶۰

برخی از متهمین در پس از انقلاب ۱۳۵۷ به اعمال شکنجه عبارتند از:
- محمدرضا نقدی

پرونده شکنجه شهرداران تهران (غلامحسین کرباسچی و مدیرانش) یکی از معدود مواردی بود که در دستگاه قضایی، دولت و مجلس پیگیری شد و نهایتاً دادگاه سردار محمد رضا نقدی فرمانده وقت حفاظت اطلاعات نیروی انتظامی (عامل بازداشت شکنجه شهرداران در بازداشتگاه وصال نیروی انتظامی) را به ۸ ماه حبس قطعی محکوم کرد. (وکیل مدافع وی الهام بود که بعدها به پست معاون اولی محمود احمدی‌نژاد رسید و سردار نقدی نیز به عنوان رئیس ستاد مبارزه با قاچاق کالا و ارز در دولت احمدی‌نژاد منصوب شد).
- حسین شریعتمداری

وی که هم‌اکنون مدیر مسئول روزنامه کیهان است، به عنوان معاون اجتماعی وزارت اطلاعات مسئولیت بازجویی از برخی زندانیان سیاسی از جمله فرهاد بهبهانی (نویسنده کتاب در میهمانی حاج آقا)را در سال ۱۳۶۸ بر عهده داشته‌است.
- سعید حجاریان

حسین اربابی‌فر مدیرکل امور استان‌های صدا و سیما در جلسات هفتگی جامعۀ انجمن‌های اسلامی اصناف و بازار تهران در ۱ مهر ۱۳۸۱ گفت:
این آقایانی که در دورۀ گذشته یا معاون وزیر اطلاعات بودند و یا مدیر کل وزارت اطلاعات بودند، افرادی را هم دستگیر کردند، پرونده‌سازی کردند و خودشان عامل اصلی بودند... یکی از کسانی که دم از صلح، حقوق بشر، دموکراسی و مردم‌سالاری می‌زند و به مغز متفکر اصلاحات معروف است در همین شیراز یکی از منافقین را بازجویی می‌کرد، این آدم را به درخت بست و دستش را با طناب به تراکتور بست و با تراکتور حرکت کرد تا بازوی این فرد کنده شد...

## آمار زندانیان کشته‌شده
بر پایه گزارش عفو بین‌الملل، مسئولان نظام جمهوری اسلامی ایران از پاسخگویی دربارهٔ مرگ ۷۲ انسان در زندان‌های ایران، سر باز زده‌اند.

## شکنجه‌گاه‌ها
در دوره پهلوی ابتدا شکنجه در زندان قصر و قزل قلعه به عنوان بازداشتگاه‌های امنیتی صورت می‌گرفت. با تأسیس ساواک و بعد از آن کمیته مشترک موارد مربوط به شکنجه به صورت مشخص در این دو اداره هماهنگ و در زندان قصر، زندان قزل قلعه، زندان اوین و زندان کمیته مشترک اجرا انجام می‌شد. بعد از انقلاب سایر زندان‌ها نیز
مانند بازداشتگاه ۵۹ سپاه پاسداران، بازداشتگاه منفی چهار وزارت کشور، بازداشتگاه کهریزک، زندان اوین، سوله پاسارگاد، بازداشتگاه افسریه (قصر فیروزه)، بازداشتگاه ۶۶ سپاه را از زمره این بازداشتگاه‌ها دانسته‌اند.

### زندان کمیته مشترک ضد خرابکاری (بازداشتگاه توحید)
این شکنجه گاه که در بدو تأسیس «زندان زنان» و پس از انقلاب «زندان توحید» هم نامیده شده، در خیابان فردوسی تهران، کوچه شاهچراغی و مقابل ساختمان مؤسسه کیهان واقع شده‌است.
ساخت این زندان به دوران رضا شاه بازمی‌گردد؛ و نهایتاً در سال ۱۳۸۱ تعطیل و به موزه تبدیل شد.
این زندان درسه طبقه و هر یک از طبقات دارای سه راهرو ویک زیرزمین برای ساختمان وجود دارد.
عموماً زندانی‌های سیاسی اعم از روحانیون وغیر روحانیون در این ساختمان زندان بودند.

### زندان اوین
بخش‌هایی از زندان اوین از جمله بند ۲۰۹ اوین برای بازجویی و شکنجه زندانیان مورد استفاده قرار می‌گیرد.

### سوله کهریزک
این بازداشتگاه ابتدا برای نگهداری معتادان استفاده می‌شد، اما پس از آغاز طرح ارتقای امنیت اجتماعی توسط پلیس ایران، عده کثیری از بازداشت شدگان بدون محکومیت توسط دادگاه و پس از شکنجه علنی در سطح شهر به این بازداشتگاه منتقل و تحت شکنجه قرار گرفتند. برخی از این افراد پس از مدت‌ها بازداشت، بیگناه تشخیص داده شده و آزاد شدند.

## گزارش‌های نهادهای بین‌المللی
- سازمان نظارت بر حقوق بشر (سال ۲۰۰۴): این سازمان در گزارشی مفصل به بازداشت‌های خودسرانه، شکنجه در ایران پرداخته‌است.[۳۲]

## واکنش‌ها به شکنجه در جمهوری اسلامی
- ۶ تیر ۱۳۹۹ در روز جهانی «حمایت از قربانیان شکنجه» مورگان اورتگاس، سخنگوی وزارت خارجه آمریکا استفاده از شکنجه‌های شلاق، سنگسار، آزار جنسی و دیگر انواع شکنجه در جمهوری اسلامی ایران برای سرکوب و مجازات مردم خود را «به قویترین شکل ممکن» محکوم کرد.[۳۳]